# روسیسکایا گازتا
روسیسکایا گازِتا (به روسی: Российская газета) به معنای «روزنامه روسی» نام روزنامه‌ای دولتی در کشور روسیه است. اعتبار روزنامه روسیسکایا گازتا در روسیه به حدی است که از آن به عنوان «منبع ملی» یاد می‌شود. این عنوان برای روزنامه‌هایی به کار می‌روند که در کتاب‌ها و نوشتارها، از بایگانی ایشان به عنوان مدرک و یادکرد منابع تاریخی یاد می‌شوند.